# Nagytábor vára
Nagytábor (horvátul: Veliki Tabor), vár Horvátországban, a Zagorje északnyugati részén fekvő Desinić határában.

## Fekvése
Nagytábor vára Desinić településtől északnyugatra emelkedő domb tetején áll.

## Története
Első birtokosai a Cilleiek voltak. Első írásos említése 1497-ben „Thabor aliter Wrbowicz” néven történt. Ezután királyi vár, majd 1502-ben Corvin János horvát-szlavón bán a Rattkayaknak adta, akik egészen 1793-ig a család kihalásáig birtokolták és sokat építettek rajta. Ekkor a birtok a koronára szállt, majd I. Ferenc császár báró Johann Thugut osztrák diplomatának adományozta. Később újra a kincstáré, melytől a Grünwald család vásárolta meg. Ma is az ország egyik legépebben megmaradt vára, Oton Iveković festőművész tulajdona volt.

## A vár mai állapota
Nagytábor az ország egyik legépebben fennmaradt vára, mely fennmaradását annak köszönheti, hogy tulajdonosai nem hagyták el, hanem folyamatosan korszerűsítették és várkastéllyá építették át. A vár bejárata nyugaton van. Itt állt egykor a kaputorony, melytől jobbra egy ötszögletes ágyútornyot építettek, ami ma is áll. A bejárati rész kétszintes, felső részén lőréseket alakítottak ki. A második kapun átlépve a vár udvarára jutunk. Az udvar közepén egy hatalmas, ötszögletű torony, az egykori lakótorony áll. Az ötszög éle a régi kapu, tehát a leggyengébb oldal felé néz. A torony eredetileg csak két emeletes volt, ennek máig fennmaradtak a gótikus ablakai, a legfelső részét csak később, a reneszánsz korban építették rá. Vélhetően ezzel egyidőben kapta a várudvar a 16. – 17. században divatos reneszánsz galériát. A délre néző torony két szintjén alakították ki a Szent Péter kápolnát. A torony éle előtti két torony lőrései jól mutatják a védelmi feladatát, míg a velük ellentétek oldalon álló hatalmas torony ágyútoronynak épült. A tornyok jellegzetességei, hogy felül szélesebbek, mivel a felső sinteket konzolokra építették rá. Minden második pár konzol közé, egy-egy szurokkiöntőt építettek, de ezeket később elfalazták. A várat a reneszánsz átépítés időszakában várkastéllyá építették át. A belső várban több gyűjtemény is megtekinthető, így fegyvergyűjtemény, a honvédő háború relikviái és képzőművészeti kiállítás is.